# 食人虫
《食人虫》（英語：Bugs）是一部华语3D科幻惊悚灾难片，导演严嘉，主演夏梓桐、张梓琳、王传君、曹云金、丁春诚。2014年10月10日最早在中国大陆上映。

## 剧情
未来的某年某月某日，由于人类日益需求的蛋白质，外国基因科学家詹姆斯在实验船上研究出一种“昆虫”，它能提供给人类丰富营养的蛋白质，但是人类的贪婪导致了母虫繁殖失控，它们逃入大海，袭击人类。
海滩上，一群俊男靓妹在举行派对和约会，食人虫突然袭击他们，导致原本具有美色诱惑和香艳美感的情景顿时变成了血色模糊的海滩，幸存者从游轮跳到了科学家实验母虫的船上，团结起来，对付食人虫。

## 演員
| 演員   | 飾演角色   |
| 夏梓桐 | 小菲       |
| 張梓琳 | 曼青       |
| 王傳君 | 張晨       |
| 曹雲金 | 老大       |
| 丁春誠 | 凱文       |
| 李彧   | 監控室大叔 |
| 修睿   | 編輯       |
| 許還山 | 爺爺       |
| 尤憲超 | 老二       |

## 制作
该片具有“1000个特效镜头、200个节点渲染”。
相声演员曹云金参演该片。